# Bethlehem (New York)
Pour les articles homonymes, voir Bethlehem.
Bethlehem est une ville du comté d’Albany, dans l'État de New York, aux États-Unis

## Géographie
La ville est située sur le fleuve Hudson, à 12 kilomètres au sud-ouest d’Albany, la capitale de l’État.

## Personnalité liée à la ville
- Ephraim George Squier (1821-1888), archéologue et éditeur.

## Source
- (en) Cet article est partiellement ou en totalité issu de l’article de Wikipédia en anglais intitulé « Bethlehem, New York » (voir la liste des auteurs).